# Венцислав Ангелов
Венцислав Атанасов Ангелов (известен с прякора Чикагото) е български политик, престъпник, основател и председател на Народна партия „Истината и само истината“. Бивш служител на МВР. През 2014 г. Венцислав Ангелов е осъден в Русе на 6 години затвор от РОС, като впоследствие намалена от ВКС на 3 години и 6 месеца.

## Биография
Роден е на 5 септември 1968 г. Баща на 7 деца от 4 различни жени. Завършва СМУ „Феликс Дзержинский“ в Пазарджик, работил е в системата на МВР. В периода 1988 – 1992 г. е пряк участник във „Възродителния процес“ и „Голямата екскурзия“.
До 1992 г. е служител на сектор КАТ към МВР, след което заминава със съпругата си за Чикаго (САЩ), където изкарва три месеца. След завръщането си в България създава нощен клуб „Чикаго плейбой нъмбър 1“.
Арестите на Чикагото и спречкванията му със закона започват през 1996 г. със задържане за хулиганство. През 2002 г. обвиненията срещу него са за контрабанда на цигари. По-късно прокуратурата му налага глоби за това, че не е обявил в срок фирми, изпаднали в несъстоятелност.
На 12 август 2008 г. той и племенникът му – Анатоли Дамянов – са заловени в Никозия (Кипър) с 482 грама хероин. НА 21 август 2011 г. брат му – Пламен Ангелов, е заловен на летището в Мадрид с куфар с 5,4 кг кокаин на стойност над 1,4 млн лв. Почти година по-късно брат му Пламен Ангелов е освободен от Апелативен съд Мадрид, които решава, че лицето не може да бъде установено, че наркотикът е негов.
На 21 август 2011 г. е задържан в курортен комплекс „Златни пясъци“ като лидер на организирана престъпна група за трафик на кокаин от Лима (Перу) до Мадрид (Испания).
На 9 юли 2014 г. Венцислав Ангелов е осъден от РОС по НОХД N: 100/2014г. на 6 години затвор за приготовление за извършване на престъпление по чл. 354а от НК във връзка с чл. 20, ал. 2, тоест е осъден на 6 години лишаване от свобода, че в периода януари – август 2011 г. е извършил приготовление по държане на наркотични вещество заедно с две лица на – 5 кг кокаин на територията на гр. Лима, Перу, Южна Америка. В края на септември 2015 г. Върховният касационен съд (ВКС) намалява присъдата му на 3 години и половина. През юни 2018 г. е хванат в Лименщайн, Германия и попада в затвора в Белене, освободен година по-късно.

## Политическа дейност
Заедно със сина си Йордан Бонев създават група във Facebook на име „Народно движение БАСТА“, която обявява война на корупцията в България. Това е единствената фейсбук група, върху чието име се създада политическа партия.г..
На местните избори през 2015 г. е кандидат за кмет на община Русе, излъчен от Национална републиканска партия. Получава 274 гласа, или 0,50% подкрепа.
На местните избори през 2019 г. е кандидат за кмет на община Русе, излъчен от Българско национално обединение. Получава 656 гласа, или 1,20% подкрепа.
През 2020 г. Венцислав Ангелов основава Народна партия „Истината и само истината“. През юли 2020 г. организира протест против мерките покрай COVID-19, предприети от правителството на Бойко Борисов.
На парламентарните избори през 2022 г. е кандидат за народен представител от Народна партия „Истината и само истината“, водач на листите в 19 МИР Русе и 25 МИР София. Резултатът за партията му е 0,10%.
На парламентарните избори през 2023 г. е кандидат за народен представител от Народна партия „Истината и само истината“, водач на листите в 19 МИР Русе и 25 МИР София.